# Enchanted
Enchanted és una pel·lícula musical estatunidenca de 2008 que combina animació i imatge real, dirigida per Kevin Lima. Va ser produïda i realitzada per Walt Disney Pictures.

## Argument
Al regne màgic d'Andalasia, Giselle és bonica, el seu cor és pur i té el do de comunicar amb els animals. Un dels seus millors amics és Pip, un esquirol. Al seu món de dibuixos animats i de música, no triga a trobar el príncep Edward, conquerit per la seva veu, que s'enamora d'ella i decideixen casar-se. Però la mala reina Narissa, sogra d'Edward, vol desfer-se d'ella per tal de conservar el seu tron. L'endemà, el dia del matrimoni, Giselle és caçada d'Andalasia per la reina. La jove aterra al món real, a Manhattan on es converteix en una dona de carn i ossos. Completament confosa per l'entorn que troba, lluny de tota idea de «van viure feliços i van tenir molts nens», s'adona que en aquest món li falten cruelment màgia i encisos.
Mentre que busca ajuda, acaba trobant Robert Phillip, un advocat especialista en divorcis. És pare d'una filla, Morgan i surt amb Nancy. La seva trobada amb Giselle trastornarà la seva existència, i la de la seva filla, amb qui fa amistat.
Poc després, Edward, seguit del seu servidor Nathanael i de Pip, desembarquen a Manhattan. El primer és allà per recuperar la seva dulcinea i el segon, de Narissa, ha de fer de manera que no es trobin, mentre que l'animal intenta impedir-ho.
Pel que fa a Giselle no triga a enamorar-se de Robert, tot i estar promesa amb el príncep dels contes de fades. Haurà de fer llavors una tria, entre el seu amor real, i el seu amor de dibuixos animats.

## Repartiment
- Amy Adams: Giselle
- Patrick Dempsey: Robert
- James Marsden: Prince Edward
- Timothy Spall: Nathaniel
- Idina Menzel: Nancy Tremaine
- Rachel Covey: Morgan
- Susan Sarandon: Queen Narissa
- Jeff Bennett i Kevin Lima: Pip
- Jon McLaughlin: ell mateix
- Fred Tatasciore: troll
- Julie Andrews: narradora

## Premis i nominacions[calcitació]
Nominacions
- 2008: Oscar a la millor cançó original per Alan Menken i Stephen Schwartz amb "Happy Working Song"
- 2008: Oscar a la millor cançó original per Alan Menken i Stephen Schwartz amb "So Close"
- 2008: Oscar a la millor cançó original per Alan Menken i Stephen Schwartz amb "That's How You Know"
- 2008: Globus d'Or a la millor actriu musical o còmica per Amy Adams
- 2008: Globus d'Or a la millor cançó original per Alan Menken i Stephen Schwartz amb "That's How You Know"
- 2008: Grammy a la millor cançó escrita per pel·lícula, televisió o altre mitjà visual per Alan Menken i Stephen Schwartz amb "Ever Ever After"
- 2008: Grammy a la millor cançó escrita per pel·lícula, televisió o altre mitjà visual per Alan Menken i Stephen Schwartz amb "That's How You Know"